# 杉恵ゆりか
杉恵 ゆりか（すぎえ ゆりか、1991年3月2日 -　）は、日本のシンガーソングライターである。広島県福山市出身。身長145センチ。エイベックス・マネジメント所属。2014年8月、エイベックスよりメジャーデビュー。愛称は名字のローマ字表記の英語読みから「スージー(SUGiE)」。

## 略歴
3歳からエレクトーンを習う。
11歳からドラムに興味をもち少しやっていた。
2006年 YAMAHA株式会社エレクトーン普及推進委員会主催の全国縦断ライブハウスツアー「うにとろプロジェクト」に参加。
2007年 「うにとろプロジェクト」に２年連続で参加。
2008年10月28日 YAMAHA主催のThe 2nd Music Revolution FUKUOKA FINALにて「それだけで十分。」で審査員特別賞を受賞。
2008年 Sony Music主催のライブイベント型オーディション「トビラボ」にて、グランプリ受賞。
2009年4月 大学進学と共に上京。本格的に音楽活動開始。
2012年12月1日 音楽コンテスト「Next Age Music Award 2012」にて、グランプリを受賞。
2013年9月7日 メジャー行きをtwitterで公表。
2014年8月6日 avex traxよりミニアルバムをリリース（メジャーデビュー）。

## 作品

### ミニアルバム

#### メジャー
1. 無添加ガール（2014年8月6日、avex trax）
2. セキララガール（2014年11月26日、avex trax）
3. ジョキッ（2015年8月26日、avex trax）

## 楽曲提供
- 藍井エイル「last forever」作詞（2012年11月21日、シングル「INNOCENCE」に収録）

## ミュージック・ビデオ
| タイトル             | 公開   | 監督       | 出演者（本人以外）                                     |
| -------------------- | ------ | ---------- | ------------------------------------------------------ |
| ロマンチックワールド | 2013年 |            | -                                                      |
| 恒星進化論           | 2014年 | 大久保拓朗 | 西塚真吾、香取真人、大政和寛、KEIICHI                  |
| あなた、             | 2014年 | 大久保拓朗 |                                                        |
| spyder               | 2014年 | 宇野心平   | ヨルゲン・ワーンストロム、ヘンリク・サンドゥキヴィスト |
| skirt                | 2014年 | 大久保拓朗 | 小野花梨                                               |
| ジョキッ             | 2015年 | 田辺秀伸   | 北小路唯 ほか                                          |
| オムライス           | 2016年 |            | -                                                      |

## タイアップ
| 楽曲             | タイアップ                                                          |
| ---------------- | ------------------------------------------------------------------- |
| キスの前みたいに | BeeTV『キス×kiss×キス Last chapter of Love』主題歌（2014年3月20日） |
| home             | J-WAVE『Jam the WORLD』エンディングテーマ（2014年4月）              |
| 女の子は花火     | ハウステンボス「秋イベント」CMソング（2015年8月17日）               |
| オムライス       | NHK-FM『ミュージックライン』2016年度10月・11月エンディングテーマ    |

## 出演

### 主なライブ
- FIRST ONE MAN LIVE "SUGIE'S WORLD 2012" ～今年はやっちゃるけぇのぉ！～（2012年8月25日、Shibuya gee-ge.） - 総集客数126名。
- SECOND ONE MAN LIVE "SUGIE'S WORLD 2013" ～ジョキッと出会う、新しいわたし～（2013年2月9日、Shibuya Milkyway）
- インディーズラストワンマンライブ ×××××○ ～明日はアタシの風が吹く～（2013年9月27日、ラフォーレミュージアム六本木） - 約600人を集客。
- 杉恵ゆりかマンスリー「ウラスジ」 vol.1（2015年5月31日、北参道ストロボカフェ） - この後、毎月ワンマンを実施中。

### ラジオ
- 杉恵ゆりかの悶々女子倶楽部（2014年10月4日 - 2015年8月29日、広島エフエム放送）